# Marca Trevigiana Calcio a 5 2007-2008
Questa pagina raccoglie i dati riguardanti la Marca Trevigiana Calcio a 5 nelle competizioni ufficiali della stagione 2007-2008.

## Maglie e sponsor
Lo sponsor tecnico per la stagione 2007-2008 era Diadora, mentre lo sponsor ufficiale era Foscarin.
| Casa | Trasferta | Terza Divisa |

## Organigramma societario
- Presidente: Massimo Bello
- Allenatore: Ramiro López
- Allenatore in seconda: Ermanno Forato

## Rosa
| N° | Naz.                 | Ruolo | Sportivo            | Anno     |  |  |
| -- | -------------------- | ----- | ------------------- | -------- |  |  |
|    | /                    | POR   | Gabriel Miraglia    | 02.07.87 |  |  |
|    | /                    | POR   | Guilherme Kuromoto  | 16.05.86 |  |  |
|    | Italia (bandiera)    | POR   | Alessio Costantino  | 20.12.74 |  |  |
|    | Brasile (bandiera)   | LAT   | Marquinho           | 22.09.85 |  |  |
|    | Brasile (bandiera)   | DIF   | Rodrigo Contecote   | 14.03.80 |  |  |
|    | Brasile (bandiera)   | DIF   | Carlos Danieli      | 21.07.77 |  |  |
|    | /                    | UNI   | Gabriel Lima        | 19.08.87 |  |  |
|    | Paraguay (bandiera)  | LAT   | Marcos Benítez      | 17.02.85 |  |  |
|    | Brasile (bandiera)   | LAT   | Guilherme Coiado    | 22.01.87 |  |  |
|    | Brasile (bandiera)   | LAT   | Tilico              | 31.01.82 |  |  |
|    | Brasile (bandiera)   | LAT   | Alan                | 07.09.84 |  |  |
|    | /                    | PIV   | Erick Bellomo       | 03.03.78 |  |  |
|    | Argentina (bandiera) | LAT   | Nicolás Gulizia     | 21.07.83 |  |  |
|    | Brasile (bandiera)   | LAT   | Gustavo Cucolicchio | 05.02.79 |  |  |
|    | Brasile (bandiera)   | PIV   | Adelmo Pereira      | 18.03.76 |  |  |
|    | /                    | PIV   | Tadeu Sartori       | 05.09.74 |  |  |

## Risultati

### Play-off

#### 1º turno
| Arbitri: | Giacomo De Varti (Foggia) Fabrizio Ferrari (Modena) |

|           |           |                      |
| Asquer 5’ | Marcatori | 3’ Lima 4’ Marquinho |

| Arbitri: | Maria Luisa Fecola (Messina) Antonio Mascillo (Bari) |

|                                                          |           |                                     |
| Adelmo 5'30’’, 16'30’’ Lima 15’, 23'30’’, 36’ Duarte 30’ | Marcatori | 27’ Asquer 29’ Murru 35’ Barbarossa |

#### Quarti di finale
| Arbitri: | Donato Mauro (Battipaglia) Aniello Prisco (Frosinone) |

|                          |           |             |
| Lima 30’ Danieli 39'54’’ | Marcatori | 35’ Corsini |

| Arbitri: | Carlo Di Marco (Pescara) Mario Iacuzio (Nocera Inferiore) |

|                                                     |           |                            |
| Pereira 3'30’’ Giasson 5’ Ippoliti 32'30’’, 33'30’’ | Marcatori | 36’ Contecote 36'30’’ Lima |

| Arbitri: | Giovanni Muratore (Perugia) Augusto Balestra (Messina) |

|                                           |                      |                                       |
| Battistoni 8’ Marchetti 35'30’’           | Marcatori            | 1’ Lima 3'30’’ Bellomo                |
| Giasson Paranà Marchetti Lazarini Corsini | Tiri di rigore 5 – 4 | Sartori Adelmo Lima Bellomo Marquinho |

### Coppa Italia
| Arbitri: | Salvatore Vittorio (Sulmona) Andrea Castelli (San Benedetto) |

|                                       |                      |                               |
| Gulizia 15'30’’ Bellomo 42'40’’       | Marcatori            | 30’ Neri 45'35’’ Kaká         |
| Bellomo Sartori Duarte Adelmo Danieli | Tiri di rigore 3 – 4 | Kaká Neri Luft Belém Cavinato |

## Statistiche

### Statistiche di squadra
| Competizione | Punti | In casa | In casa | In casa | In casa | In trasferta | In trasferta | In trasferta | In trasferta | Totale | Totale | Totale | Totale | Totale | Totale |
| Competizione | Punti | G       | V       | N       | P       | G            | V            | N            | P            | G      | V      | N      | P      | Gf     | Gs     |
| ------------ | ----- | ------- | ------- | ------- | ------- | ------------ | ------------ | ------------ | ------------ | ------ | ------ | ------ | ------ | ------ | ------ |
| Campionato   | 39    | 13      | 9       | 2       | 2       | 13           | 2            | 4            | 7            | 26     | 11     | 6      | 9      | 117    | 66     |
| Playoff      |       | 2       | 1       | 0       | 1       | 3            | 1            | 0            | 2            | 5      | 3      | 0      | 2      | 18     | 16     |
| Coppa Italia |       |         |         |         |         |              |              |              |              | 1      | 0      | 0      | 1      | 5      | 6      |
| Totale       | 39    | 15      | 10      | 2       | 3       | 16           | 3            | 4            | 9            | 32     | 14     | 6      | 12     | 140    | 88     |